# Sergent Garcia
Pour les articles homonymes, voir Bruno Garcia et García.
Cet article concerne un groupe de musique. Pour le personnage de fiction, voir Zorro.
Sergent Garcia est un groupe musical français de salsa-ragga et cumbia, originaire de Paris.

## Histoire

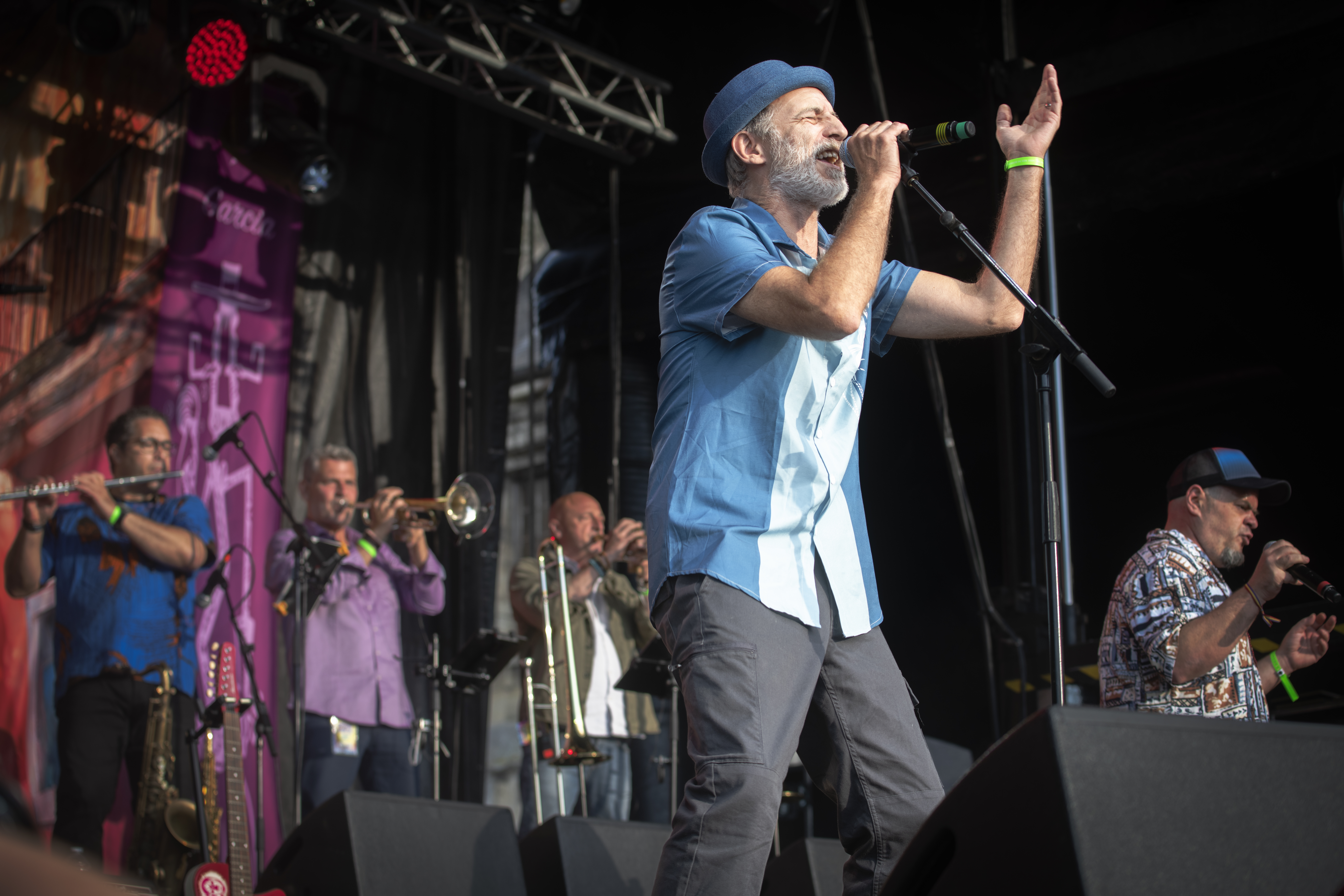
Sergent Garcia au Festival Le Murmure du son à Eu, en Seine-Maritime, en 2024.

Sergent Garcia est formé en 1997 autour du chanteur français Bruno Garcia, par ailleurs guitariste du groupe de punk rock Ludwig von 88 et basé à Paris. L'un de leurs premiers albums, Un poquito quema'o, sort en 1999.
Avec le Colectivo Iyé Ifé, ils partent pour une tournée mondiale qui commence à Paris, en mars 2011 et qui passe par l'Europe, les États-Unis, le Canada, le Mexique et la Colombie. Cette même année, le leader du groupe, Bruno Garcia, publie en 2011 son sixième album studio, Una y otra vez, au label Cumbancha/La Gwagwita, enregistré entre la France, l'Espagne, Cuba et la Colombie. En 2014, il participe au « Transcontinental Charango » créé par Yann-Gaël Poncet. En 2016, il retrouve les autres membres des Ludwig pour une série de concerts au cours de la tournée intitulée Derniers concerts avant l'apocalypse. En 2023, Bruno Garcia sort le single ¡Cuando Salga El Sol!, accompagné d'un clip en 2024. Cette même année, le groupe embarque pour une tournée baptisée Salsamuffin Tour pour fêter ses 25 ans d'existence, passant notamment par Saint-Orens-de-Gameville, en Haute-Garonne.

## Style musical
Sergent Garcia « a été l'un des premiers à mélanger l'esprit rock, ska, reggae, dancehall aux rythmes latins et afro-caribéens, pour aboutir à son propre style musical, le salsamuffin ».

## Discographie

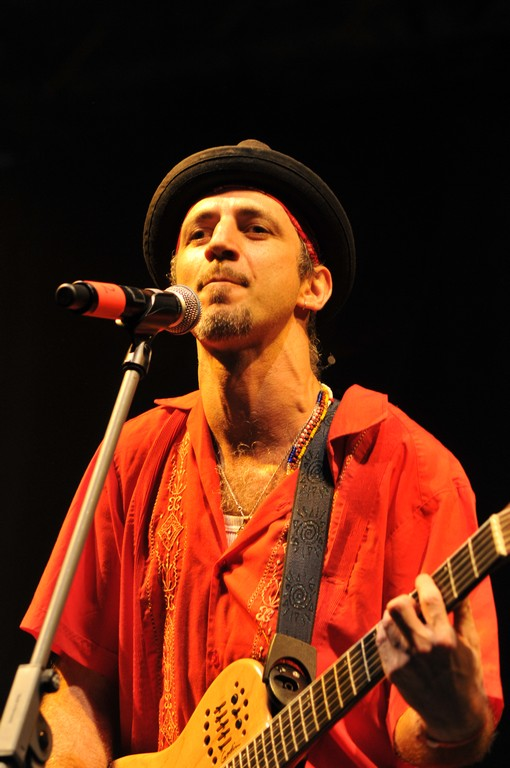
Sergent Garcia en concert à Zagreb en 2009.

### Participations
- 2002 : Sur le titre Selou (de Cheb Kader) (album Mani)
- 2018 : Sur l'album Transcontinental Charango (de Yann-Gaël Poncet)
- 2020 : Sur l'album Mondial Stéréo (des Hurlements d'Léo) avec le morceau Niño leoncito (feat. Duende)